# Michał Rokicki
Michał Rokicki (* 31. März 1984 in Racibórz; † 20. Dezember 2021 ebenda) war ein polnischer Schwimmer.

## Karriere
Michał Rokicki, trainiert von Paweł Slominski, belegte bei den Olympischen Sommerspielen 2008 im Staffelwettkampf über 4 × 200 m Freistil mit dem polnischen Quartett den 14. Platz.
Zudem wurde er 2008 polnischer Meister über 4 × 100 m und 4 × 200 m Freistil.
Rokicki starb am 20. Dezember 2021 im Alter von 37 Jahren.